# Maria Piechotka
Maria "Marianna" Piechotka (Cracovia, 12 de julio de 1920-Varsovia, 28 de noviembre de 2020) fue una renombrada arquitecta polaca, participó como oficial de enlace durante el levantamiento de Varsovia y fue miembro del Parlamento de la PRL del 3er periodo entre  1961 y 1965.

## Biografía
Nació el 12 de julio de 1920 en Cracovia. Pasó su infancia en Tarnów, y en 1938 entró en la Escuela de Hermanas Ursulinas. Luego se trasladó a Varsovia, donde estudió en la Facultad de Arquitectura de la Universidad de Tecnología de Varsovia. Durante la guerra participó en el aprendizaje secreto, aprobó exámenes y presentó trabajos para correcciones en Varsovia, al tiempo que trabajaba como técnica en un sitio de construcción en Cracovia. La combinación de trabajo y estudios la obligaba a viajar, al menos una vez al mes, desde Cracovia a Varsovia. Durante sus estudios, conoció a Kazimierz Piechotka, quien la persuadió a vivir permanentemente en Varsovia; donde se mudó el 26 de julio de 1944.
Cuando se produjo el Levantamiento de Varsovia, María se encontraba en la ciudad. Durante un tiempo actuó como oficial de enlace de Jerzy Braun. Después del levantamiento, fue enviada junto con su esposo a un campo de prisioneros de guerra.

## Actividad profesional
En septiembre de 1944, mientras se refugiaba en el Edificio de Arquitectura (concretamente en la oficina del Prof. Jan Zachwatowicz), participó en la elaboración de medidas arquitectónicas y en la salvación de monumentos. Al ser liberada del campo de prisioneros de guerra, regresó a Varsovia en 1945. Retomó su trabajo y comenzó a trabajar en el Laboratorio Estatal de Conservación de Monumentos. En 1948 se graduó en el Departamento de Arquitectura de la Universidad de Tecnología de Varsovia y luego trabajó junto con su esposo en Miastoprojekcie, Capital del Norte, entre otros. En 1948, también con su esposo, fundó una empresa: Maria y Kazimierz Piechotkowie. En ese periodo, diseñó numerosos edificios residenciales y de servicios, incluyendo uno en Bielany que fue inscrito por la SARP en la lista de bienes culturales contemporáneos. En cooperación con Jan Zachwatowicz y su esposo, desarrolló un proyecto para reconstruir la catedral de Varsovia de St. John.
En colaboración con su esposo, dirigió un equipo de múltiples sucursales que desarrolló el sistema de construcción de paneles grandes W-70 y Wk-70. Este ganó la competencia de dos etapas para el diseño del sistema de construcción de paneles grandes y se implementó en todo el país. Sobre esta base, en cooperación con ITB y con su esposo y su hijo, desarrolló el sistema ECA para las necesidades de construcción en Argelia, teniendo en cuenta las condiciones locales, incluidas las amenazas sísmicas. También se ocupó de la integración de varios sistemas de paneles grandes, una vez más con la ayuda de su esposo.
Ambos estudiaron las sinagogas. Juntos, desarrollaron numerosas publicaciones sobre arquitectura judía en Polonia, incluyendo los libros:
- "Puertas del cielo". Casas de troncos de madera en los territorios de la antigua Commonwealth polaco-lituana (1.ª edición - 1957, 2.ª edición ampliada - 1996)
- "Puertas del cielo". Las sinagogas son de ladrillo (1999)
- Paisaje con una menorá (2008)

## Actividad política
Entre 1961 y 1965, fue diputada de la República Popular Polaca.

## Vida personal
Poco antes del levantamiento, se comprometió con Kazimierz Piechotka. El 30 de agosto de 1944, durante el levantamiento, se casaron en la Iglesia del Niño Jesús en Moniuszko. Sus hijos, Maciej y Michał, también se convirtieron en arquitectos y cooperaron profesionalmente con sus padres.